# Right Here (Justin Bieber)
Right Here è un singolo del cantante canadese Justin Bieber, pubblicato nel 2013 ed estratto dal suo terzo album in studio Believe. Il brano vede la partecipazione del rapper canadese Drake.

## Tracce
- Download digitale

1. Right Here (featuring Drake) – 3:24